# Le Lourd Passé de Lagaffe
Le Lourd Passé de Lagaffe est l'album R5 dans les rééditions de la série Gaston. Pendant longtemps, le no 5 de la série en grand format fut manquant. En 1986, les éditions Dupuis craquent et décident de compléter la collection Gaston en sortant un album numéroté R5. Il contient des gags inédits, des dessins publiés pour animer le Journal de Spirou et des planches de pub pour le soda Orange Piedbœuf.

## Les personnages
- Gaston Lagaffe
- Spirou
- Fantasio
- Léon Prunelle
- Yves Lebrac
- Joseph Longtarin
- Mélanie Molaire
- Mademoiselle Jeanne
- Jef Van Schrijfboek
- Bertrand Labévue

## La légende du numéro 5
Les premières éditions des albums de 1 à 5 étaient en petit format dit "à l'italienne", dans le sens de la largeur. C'est à partir du numéro 6 que le format A4 (dans le sens de la hauteur) fut adopté. Des albums standards reprenant les gags des premiers albums parurent ensuite, avec des numéros commençant par R comme « rétrospective » ou « réédition », si bien que le numéro R1 est paru après le numéro 2 et le numéro 0 vingt ans plus tard. Comme le matériel présent dans les 5 petits formats était insuffisant, il fallut compléter par des textes d’Yvan Delporte pour publier le 4e album et il n'existait pas de recueil R5, laissant un trou dans la collection. Ce fut la base de nombreuses spéculations et nombreux gags. Dans le 13e opus, Lagaffe mérite des baffes, Prunelle explique en fin d’album pourquoi « En grand format, il n'y a pas, il n'y aura jamais d'album Gaston no 5 ! ». Même quand un album fut consacré à la genèse du personnage (reprenant des textes et dessins parus uniquement dans le Journal de Spirou), il fut numéroté 0 et non 5 ou R5. Cependant, en 1986, les éditions Dupuis ont publié un album de gags de Gaston jusque-là inédits sous cette forme, faisant ainsi s'effondrer la légende d'un album R5 introuvable. Cette légende du no 5 a même été la source d'une histoire de Spirou et Fantasio (Vilain faussaire !) présente dans l'album La Jeunesse de Spirou, où l'on voit un trafiquant tentant de vendre aux collectionneurs un faux numéro 5 de Gaston (le titre de cette contrefaçon était Lagaffe plein le paf).
À l'occasion des 50 ans de Gaston Lagaffe, les 5 albums à l'italienne sont réédités et distribués en Belgique exclusivement.

## Postérité
En 1998, le contenu de cet album est paru dans une grande partie de la série allant majoritairement du tome 2 au tome 19.

En 2018, la nouvelle série de Gaston en fait de même en publiant les gags du tome à une majorité d'albums allant du tome 1 (Premières gaffes) au tome 19 (La Saga des gaffes).